# Мельник Олександр Валерійович
Олекса́ндр Вале́рійович Ме́льник (нар. 6 грудня 1997, Підгір'я, Волинська область, Україна — пом. 25 серпня 2023, Роботине, Запорізька область, Україна) — молодший лейтенант Збройних сил України, командир взводу 82-ої окремої десантно-штурмової бригади, учасник російсько-української війни. Лицар ордена Богдана Хмельницького III ступеня.

## Життєпис
Народився 6 грудня 1997 року в селі Підгір'я Волинської області. Після закінчення школи вступив до Волинського національного університету імені Лесі Українки, де здобув вищу освіту за спеціальністю «Вчитель географії». До повномасштабного російського вторгнення працював у Німеччині та Польщі.
6 грудня 2022 року у місті Житомир складав військову присягу. Проходив службу в 82-ій окремій десантно-штурмовій бригаді. За короткий час пройшов навчання, закінчив військову академію в Одесі та отримав звання «молодший лейтенант». Був призначений на посаду командира взводу 82 ОДШБр.
25 серпня 2023 року під час наступальних дій поблизу села Роботине Запорізької області отримав смертельні поранення. Близько тижня вважався зниклим безвісти. Похований 10 вересня на кладовищі в рідному селі. В Олександра залишились батьки і дві сестри.

## Нагороди
- Орден Богдана Хмельницького III ступеня (12 жовтня 2023,посмертно) — за особисту мужність, виявлену у захисті державного суверенітету та територіальної цілісності України, самовіддане виконання військового обов’язку[5].